# Salvia qimenensis
Salvia qimenensis là một loài thực vật có hoa trong họ Hoa môi. Loài này được S.W.Su & J.Q.He miêu tả khoa học đầu tiên năm 1984.